# 上海市聋哑青年技术学校
上海市聋哑青年技术学校是中華人民共和國上海市徐匯區老滬閔路一所培養聋哑人士、智力障礙和自閉症等學生的中等職業技術學校，也是中國第一所聋哑青年中等職業技術學校。學校占地面积12488.33平方米，操场面积2308平方米；建筑面积12927平方米。學校由陈鹤琴创办于1947年，當時名為上海特殊儿童辅导院。最初招生對象僅為聾啞人士。1952年，上海市教育局在閘北區柳營路設立上海特殊儿童辅导院初中文化補習班。1953年，補習班更名為技術班。1956年，學校更名為上海市聋哑青年技术学校。1967年搬遷至老滬閔路。文化大革命時期一度停辦，1973年復學。1996年，学校创办聋人工艺美术综合高中班。自2010年秋季起，学校每年接收4至5名西藏聋生。2017年起，学校招收智力障礙、自闭症、脑瘫等学生，同時學校新增校名上海市鹤琴职业教育学校。2021年6月24日上午，上海唯一一所专门招收听障初中毕业生的高中学校——上海市鹤琴高级中学，在上海聋哑青年技术学校（简称“聋青技校”）揭牌成立。这样，连同此前已在聋青技校增挂的“上海市鹤琴职业教育学校”校牌一起，3所学校实施三块牌子、一套班子管理模式，并在行政上隶属于市教委，在管理上由静安区教育局实施属地化管理。